# 伊藤高史
伊藤 高史（いとう たかし、1976年11月21日 - ）は、日本の俳優、タレント、劇作家。朋友（パンヤオ）メンバー。
青森県弘前市生まれ、誕生してすぐ父（後述）の出身地である大阪府に移住したのち、小学生時代から宮城県仙台市で育った。劇団ジンギスファーム、劇団東京セレソンデラックスを経て、劇団ウルトラマンション主宰。所属事務所は気風 MORADO事業部。身長184 cm。父は佐々木主浩ら多くのプロ野球選手を育てたことで知られた東北福祉大学硬式野球部元監督で、東北福祉大学総合福祉学部助教授を務めた伊藤義博。

## 略歴
高校時代に地元ローカルでのモデルやリポーターとして活動した後に上京、融合事務所の新人育成機関「融合FARM」のメンバーにより1998年8月に結成された劇団ジンギスファーム に参加し、2004年秋の解散まで舞台を中心に活動する。
1998年1月から約1年間、日本テレビ系の『進ぬ!電波少年』にチューヤンと“朋友”というコンビで、南アフリカ共和国・喜望峰からノルウェー・スレットネス灯台までヒッチハイクの旅をする「電波少年的アフリカ・ヨーロッパ縦断ヒッチハイク」挑戦者として出演。ヒッチハイク企画終了後、引き続き同番組でハリウッドデビューに挑戦する企画「電波少年的ハリウッドスターへの道」に朋友としてではなく、単独で出演。渡米したが数日でリタイヤし、電波少年関連の企画は終了となった。その後は俳優としてテレビドラマ・舞台などで活動し、2000年に映画『ekiden 駅伝』で主演を務めた。
2010年1月1日より東京セレソンデラックスに正式加入。同年4月1日、所属事務所を融合事務所から系列事務所の有限会社バイ・ザ・ウェイに移籍したことを発表した。2012年12月31日、所属していた劇団東京セレソンデラックスが解散、事務所も退社しフリーとなった。
2013年安藤亮司と共に劇団ウルトラマンションを立ち上げ、共同主宰する。
2015年1月1日からモラドカンパニー預かりになる。劇団立ち上げに伴い執筆活動も始め2015年の龍が如くの舞台では出演の傍ら脚本協力もしている。
2017年から福岡のアイドルグループのトキヲイキルに脚本提供し、戯曲本「瀬戸内少女ラジオ局」を出版。2018年からは男装女子グループザ・フーパーズにも脚本提供している。
2021年より連載されている漫画『リタイアした人形師のMMO機巧叙事詩』（原作：玉梨ネコ）のストーリー協力としても参加している。
私生活では、ドラマ撮影で知り合ったヘアメイクの女性と2010年11月19日に婚姻届を提出し結婚、東京セレソンデラックスのTwitterおよび公式携帯サイトにて発表した。2011年に結婚式を挙げた。
その後、長男、長女、次女、三女の4人の子供を授かっている。

## 出演

### 舞台

#### ジンギスファーム
- ごめんね（1999年4月）
- キッド and Kid。（2001年2月）
- サンク DE 乾杯（2001年8月）
- ももレンジャーズ（2002年3月）
- ここに幸あり?（2002年9月）
- ひふみ（2003年3月）
- 沈黙の反対（2003年7月）

#### 東京セレソンデラックス
- 渡辺いっけいと東京セレソンDX（2006年12月）
- WHAT A WONDERFUL LIFE! ver.2010（2010年3月） - 岩木薫 役（主演）
- くちづけ（2010年7月 - 8月） - 夏目漱介 役
- 傷-KIZU-（2011年7月）
- わらいのまち（2011年9月） - 寂蓮 役
- 笑う巨塔（2012年10月 - 12月）

#### ウルトラマンション
- エメラルドドランカー（2013年）脚本
- 地図から消されたうさぎ島（2014年）脚本
- 南無！アイ、ラブズ！（2015年）脚本
- あまくないスイカ（2016年）脚本
- なんくるサーファー（2017年）脚本
- 梅雨のむらさき（2019年）脚本

#### その他公演
- 吸ったら御免!!（2000年3月） - 右近 役
- オーファンズ（2000年9月 - 10月） - フィリップ 役
- 朗読劇 LOVE LETTERS（2001年12月）
- 魔法の黄色い靴（2002年8月） - 本郷五郎 役
- きらきらひかる（2003年7月）
- 同期の桜（2003年10月）
- MOON CHILD〜月の子〜（2004年3月 - 4月）
- バット男（2004年10月） - 大賀祐介 役
- 女殺油地獄（2004年12月）
- 風が強く吹いている（2009年1月） - 藤岡一真 役
- 陽だまりの樹（2012年4月） - ヒュースケン 役
- 劇団EXILE あったくNo.1（2013年8月）
- 舞台版 龍が如く（2015年4月）出演・脚本協力
- フライドBALL企画vol.35 MIANEYO（2019年11月）作・演出
- 五反田タイガー7th WORKER ANTSと働かないアリ（2020年3月）脚本

### 劇団トキヲイキル公演
- 第2回本公演 燈火の中、貴方を想ふ。（2017年）脚本
- 朗読劇 バレンタイン・キューピッド（2018年）脚本
- 第3回本公演 瀬戸内少女ラジオ局（2018年）脚本
- 朗読劇 紫陽花（2019年）脚本
- 第6回本公演 エアガール！（2019年）脚本

### ライブツアー脚本
- ザ・フーパーズ ツアー2018 夢のトビラ 脚本
- ザ・フーパーズ ラストライブ2019 愛の全部 脚本
- Nissy 5thドームツアー（2019年）一部映像構成案
- ジェネレーションズ ドームツアー「少年クロニクル」（2019年）映像ナレーション脚本

### 漫画
- リタイアした人形師のMMO機巧叙事詩（2021年、TOブックス） - ストーリー協力

### テレビドラマ
- 変【HEN】Vol.1 鈴木くんと佐藤くん 第6話・最終話（1996年5月11日・18日、テレビ朝日）
- はみだし刑事情熱系（テレビ朝日）
  - Part1 第4話「大追跡！涙の手錠」（1996年11月6日）
  - Part7 第2話「暴走デカ生中継!? 息子の罪に母の答えは」（2003年1月15日）
- 彼 第2話（1997年1月14日、フジテレビ）
- 愛しすぎなくてよかった（1998年1 - 3月、テレビ朝日）
- 蘇える金狼（1999年4月17日 - 6月26日、日本テレビ） - 石原学 役
- きらきらひかる2（1999年4月23日、フジテレビ） - 岩垣オサム 役
- 恋愛結婚の法則（1999年7月7日 - 9月22日、フジテレビ） - 斎藤豊 役
- 世にも奇妙な物語（フジテレビ）
  - '99 秋の特別編「逆男」（1999年9月27日）
  - '17 春の特別編「夢男」（2017年4月29日）
- らぶ・ちゃっと Chat.1「ONE NIGHT GANGS　ワンナイト・ギャングス」（2000年4月24日、フジテレビ） - 吉川卓 役
- Summer Snow 第1 - 3話・第5 - 8話（2000年7月7日 - 21日・8月4日 - 25日、TBS） - 森本 役
- ロケット・ボーイ 第1話（2001年1月10日、フジテレビ）
- お前の諭吉が泣いている（2001年1月11日 - 3月15日、テレビ朝日） - 田中健太 役
- 新・お水の花道 第7話（2001年5月22日、フジテレビ）
- フレーフレー人生!（2001年7月2日 - 9月10日、読売テレビ） - 中島光太郎 役
- 金田一少年の事件簿 第1 - 2話「幽霊客船殺人事件」（2001年7月14日・21日、日本テレビ） - 大沢貴志 役
- 金曜エンタテイメント お気らく主婦の大冒険4「豪華ホテル&グルメ殺人事件」（2002年3月29日、フジテレビ） - 太田裕介 役
- 恋は戦い!（2003年1月9日 - 3月13日、テレビ朝日） - 沢田弁護士 役
- 恋する日曜日 1st.シリーズ 第12話「Flame」（2003年6月22日、BS-i） - 宗田祐介 役
- Stand Up!! 第1話（2003年7月、TBS）
- 愚痴（2003年9月29日、フジテレビ）
- ケータイ刑事 銭形舞 第10話「まぎらわしい！～警察隠語殺人事件」（2003年12月7日、TBS） - 宇佐田浩介 役
- 西部警察 SPECIAL（2004年10月31日、テレビ朝日） - 国際テロ組織「ブラックホーク（黒い鷹）」メンバー 役
- ディビジョン1 ステージ7「東京ミチカ」 第3話（2004年11月3日、フジテレビ）
- ですよねぇ。 第1回（2006年1月3日、TBS）
- 土曜ワイド劇場 北アルプス連続殺人ルート（2006年9月30日、ABC）
- 復讐するは我にあり（2007年3月28日、テレビ東京） - 作田孝志 役
- 相棒 season6 最終話「黙示録」（2008年3月19日、テレビ朝日） - 粕谷圭 役
- 金曜プレステージ 眉山（2008年4月4日、フジテレビ） - 田端 役
- 秘書のカガミ 第3話（2008年4月25日、テレビ東京） - 真田信 役
- 7人の女弁護士 第2シリーズ 第10話（2008年6月12日、テレビ朝日） - 金井武 役
- 土曜プレミアム これでいいのだ!!赤塚不二男伝説（2008年11月1日、フジテレビ）
- かりゆし先生ちばる!（2009年6月29日 - 9月18日、テレビ東京） - 下地太一 役
- 仮面ライダーディケイド 第22・23話（2009年6月28日・7月5日、テレビ朝日） - フォーティーン 役
- ニュース速報は流れた 第1話・第9話・最終話（2009年11月 - 2010年4月、フジテレビNEXT） - 園部一彦 役　※隔週放送
- チーム・バチスタ2 ジェネラル・ルージュの凱旋 第1話（2010年4月6日、関西テレビ）
- TOKYOコントロール 東京航空交通管制部（2011年1月 - 5月、フジテレビNEXT） - 木下数馬 役　※隔週放送
- Dr.伊良部一郎 最終話（2011年3月27日、テレビ朝日）
- スミレ刑事の花咲く事件簿 ーエピソード0ー（2011年3月27日、フジテレビTWO） - 貴崎和幸 役
- 金曜プレステージ 鑑識医七浦小夜子〜法医学者の事件プロファイル〜（2011年4月22日、フジテレビ）
- グッドライフ〜ありがとう、パパ。さよなら〜 第6話「絆」（2011年5月24日、関西テレビ）
- 11文字の殺人（2011年6月10日、フジテレビ） - 石倉佑介 役
- ガリレオ 第2シーズン 第1章「幻惑す」（2013年4月15日、フジテレビ） - 守屋肇 役
- 間違われちゃった男 第3・4・7・10話・最終話（2013年4月27日 - 6月22日、フジテレビ）香田和彦 役
- 報道ドラマ 生きろ 〜戦場に残した伝言〜（2013年8月7日、TBS）
- ドラマスペシャル 事件救命医〜IMATの奇跡〜（2013年10月6日、テレビ朝日） - 赤井 役
- 花咲舞が黙ってない 第1シリーズ 第7話（2014年5月28日、日本テレビ） - 秋山秀彦 役
- Dr.検事モロハシ 〜新たなる生命〜（2014年7月1日、フジテレビ） - 警視庁・真田刑事 役
- 宮城発地域ドラマ 独眼竜花嫁道中（2015年7月29日、NHK BSプレミアム）
- 99.9-刑事専門弁護士- SEASON II 第3話（2018年1月28日、TBS） - 安田尚樹 役
- 正義のセ 第1 - 2・5話（2018年4月11日・18日・5月9日、日本テレビ） - 神奈川県警永田署・三上刑事 役
- トレース 〜科捜研の男〜 第6話(2019年2月11日、フジテレビ） - 新妻大介 役
- 未満警察 ミッドナイトランナー 第6話・最終話（2020年8月1日・9月5日、日本テレビ） - 近藤周平 役
- 警視庁アウトサイダー （2023年1月5日 - 3月2日、テレビ朝日）- 秋葉圭市 役
- 素晴らしき哉、先生! 第4話（2024年9月8日、朝日放送テレビ・テレビ朝日系） - 半グレリーダー 役[9]

### 映画
- ekiden 駅伝（2000年11月18日） - 岬壮介 役
- 走れ!ケッタマシン〜ウエディング狂騒曲〜（2002年6月1日） - 野口耕一 役
- 千の風になって 天国への手紙（2004年7月31日） - 野田健二 役
- 東京フレンズ The Movie（2006年8月12日） - 奥田孝之 役
- 龍が如く 劇場版（2007年3月3日）
- あかね空（2007年3月31日） - スリ 役
- クローズド・ノート（2007年9月29日）
- 誰も守ってくれない（2009年1月24日）
- 同窓会（2008年8月16日）
- くちづけ（2013年5月25日） - 夏目漱介 役
- あいあい傘（2018年10月26日）
- LOVEHOTELに於ける情事とPLANの涯て（2019年1月18日） - 詩織の夫 役

### オリジナルビデオ
- スミレ刑事の花咲く事件簿（2011年5月2日発売） - 貴崎和幸 役

### ウェブテレビ
- ROAD TO EDEN（2017年、フジテレビオンデマンド[10]） - アリスの父 役

### バラエティ
- 進ぬ!電波少年（1998年、日本テレビ） - 「電波少年的アフリカ・ヨーロッパ大陸縦断ヒッチハイクの旅」、「電波少年的ハリウッドスターへの道」

### CM
- 松任谷由実『sweet,bitter sweet〜YUMING BALLAD BEST』（2001年）
- 積水ハウス「シャーメゾン」（2005年）

### ミュージックビデオ
- DREAMS COME TRUE「やさしいキスをして」（2004年）